# Alain Dhénaut
Alain Dhénaut,  (Nanteuil-lès-Meaux, 7 febbraio 1942 – Suresnes, 29 settembre 2010), è stato un produttore televisivo francese.
Negli anni '60 aveva collaborato alla trasmissione televisiva Cinq colonnes à la Une, per la quale aveva realizzato nel 1966 il primo reportage autorizzato in un convento di Carmelitane, Une caméra au Carmel. Nel 1994 ha prodotto un documentario per gli ottant'anni del quotidiano satirico Le Canard enchaîné, e nel 2002 un documentario su Sœur Emmanuelle.
È noto principalmente come produttore di fiction televisive, spesso adattamenti di opere letterarie o episodi storici. La sua prima fiction, La Femme juive (la donna ebrea), con Simone Signoret e Michel Piccoli, ebbe un notevole successo. Numerose le serie televisive, tra cui Les Borgia ou le sang doré e Mon amour et ta jeunesse (1973).
Era sposato con l'attrice Geneviève Cluny.